# Municipio de Jaragauli
El municipio de Jaragauli (en georgiano: ხარაგაულის მუნიციპალიტეტი) es un municipio de Georgia perteneciente a la región de Imericia. El área total del municipio es 913 kilómetros cuadrados y su centro administrativo es Jaragauli. La población era 19.473, según el censo de 2014.

## Geografía
El municipio de Jaragauli está ubicado en el centro de Georgia y limita al norte con los municipios de Zestafoni, Chiatura y Sachjere, y al este con Bagdati, estando al sur el municipio de Boryomi en Mesjetia-Yavajetia y en el este, el municipio de Jashuri en Iberia Interior.

### Clima
El clima es subtropical con inviernos moderadamente fríos y verano relativamente frescos.

## Economía
El turismo ocupa un lugar importante en la economía. El territorio del municipio contribuye a la parque nacional de Boryomi-Jaragauli y el complejo de Nunisi.

## Política
La asamblea municipal de Jaragauli (en georgiano: ხარაგაულის საკრებულო) es un órgano representativo en el municipio de Jaragauli, que consta de 33 miembros que se eligen cada cuatro años. La última elección se llevó a cabo en octubre de 2021. Nikoloz Topuridze del Sueño Georgiano (SG) fue elegido alcalde en las últimas elecciones.
| Partido político | Partido político                    | 2017 | 2021 |
| ---------------- | ----------------------------------- | ---- | ---- |
|                  | Sueño Georgiano                     | 28   | 24   |
|                  | Movimiento Nacional Unido           | 2    | 6    |
|                  | Para Georgia                        |      | 2    |
|                  | Lelo por Georgia                    |      | 1    |
|                  | Georgia Europea                     | 2    |      |
|                  | Movimiento de Desarrollo            | 2    |      |
|                  | Alianza de los Patriotas de Georgia | 1    |      |
| Total            | Total                               | 35   | 33   |

## División administrativa
El municipio consta de 1 daba o asentamientos de tipo urbano (Jaragauli) y 37 pueblos (sopeli).

## Galería

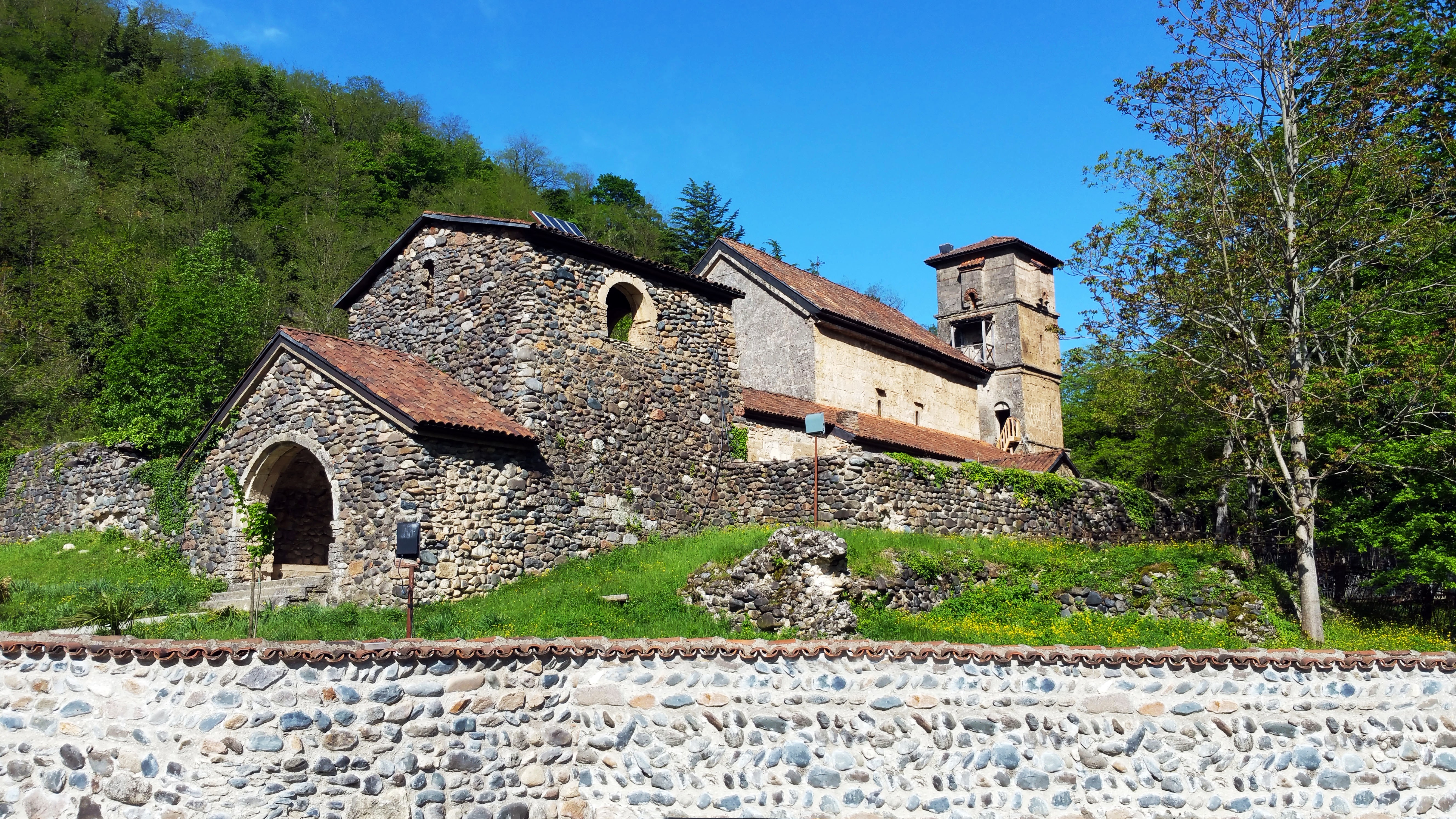
Monasterio de Ubisi
Cueva Devisjvreli en Jaragauli
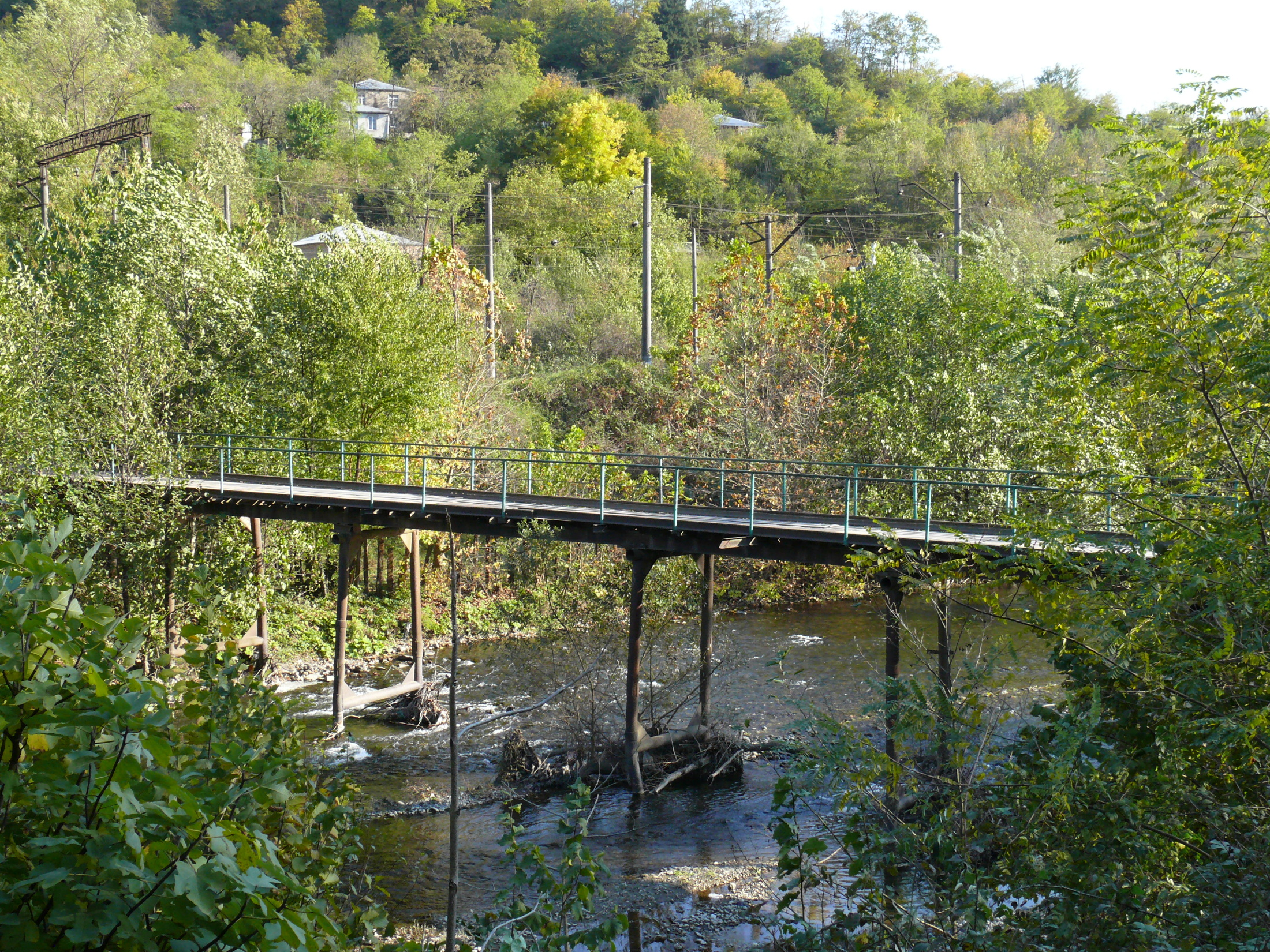
Puente Chjerimela en Lashe
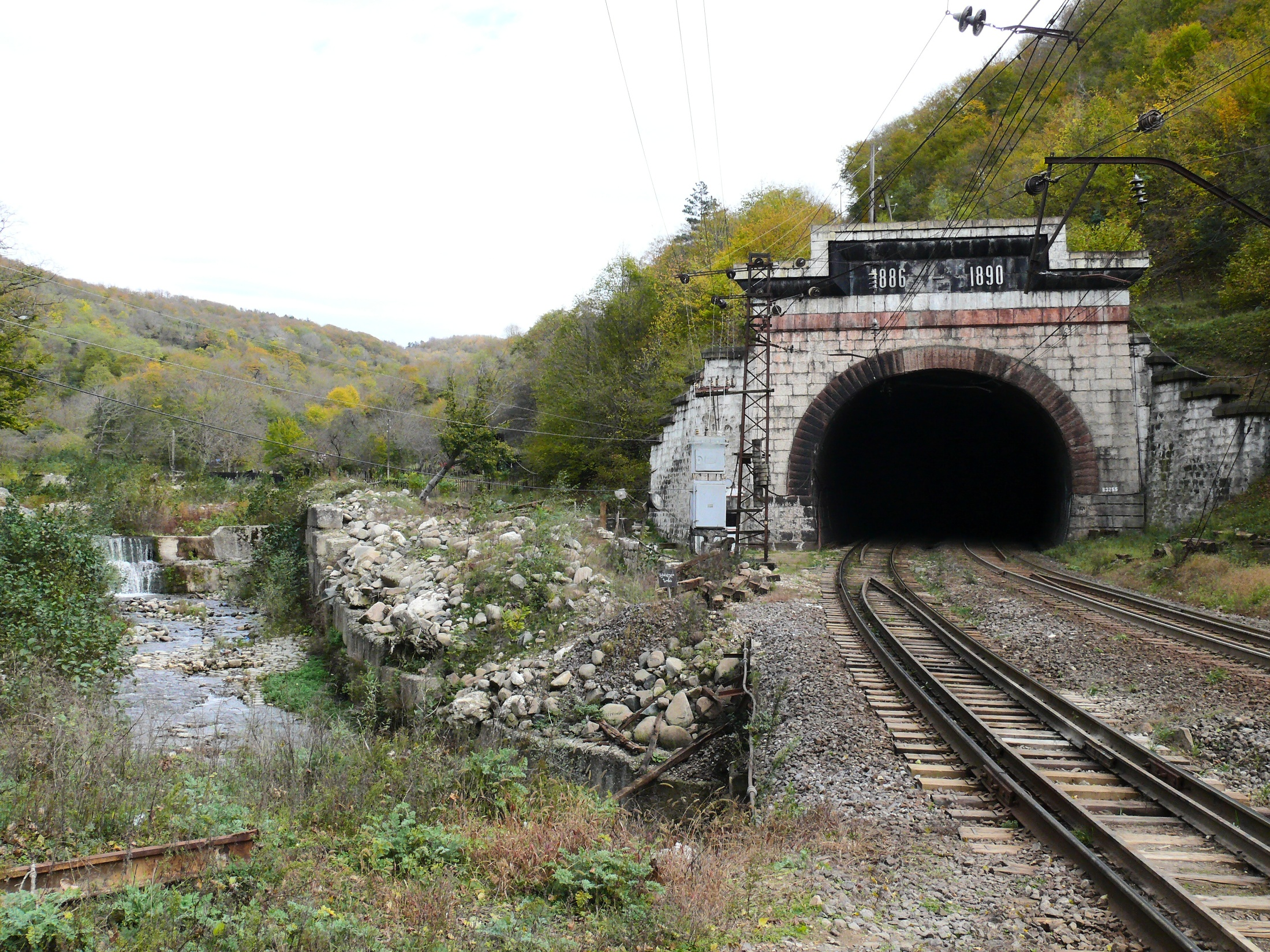
Túnel ferroviario hacia Surami